# Kleniewo (Kazimierzów)
Kleniewo – osada leśna wsi Kazimierzów w Polsce, położona w województwie lubelskim, w powiecie opolskim, w gminie Opole Lubelskie.
Osada składa się z kilku domostw, znajdujących się w lesie między wsiami Jankowa oraz Pomorze,
W latach 1975–1998 administracyjnie należała do ówczesnego województwa lubelskiego.
Kleniewo wraz z osadą Pomorze wchodzi w skład sołectwa Jankowa w gminie Opole Lubelskie.